# 輪ノ内町
輪ノ内町（わのうちちょう）は、愛知県名古屋市西区の地名。

## 歴史

### 町名の由来
則武町の小字名「輪ノ内」による。

### 行政区画の変遷
- 1939年（昭和14年）7月15日 - 西区則武町の一部により、同区輪ノ内町が成立する[1]。
- 1977年（昭和52年）10月23日 - 一部が牛島町に編入される[1]。
- 1978年（昭和53年）10月15日 - 一部が牛島町に編入される[1]。
- 1981年（昭和56年）
  - 4月29日 - 一部が則武新町三丁目に編入される[1]。
  - 8月23日 - 一部が則武新町二丁目および則武新町三丁目・菊井二丁目・名駅二丁目に編入され、消滅する[1]。